# Lampetis viridicornis
Lampetis viridicornis es una especie de escarabajo del género Lampetis, familia Buprestidae. Fue descrita científicamente por Künckel d'Herculais en 1890.